# Miriam Katin
Compléments
site officiel : http://www.miriamkatin.com
Miriam Katin, née en novembre 1942 à Budapest en Hongrie est une autrice de comics.

## Biographie
Miriam Katin naît en novembre 1942 à Budapest en  Hongrie. En 1956, sa famille déménage pour Israël. Après son service militaire en 1963, Miriam Katin part s'installer aux États-Unis. Elle travaille alors dans l'animation. Son premier travail en lien avec la bande dessinée date de 1986. Elle doit alors produire des bandes dessinées publicitaires d'après des séries animées réalisées par la société pour laquelle elle travaille. Elle commence à écrire des bandes dessinées personnelles à l'âge de 58 ans en 2000. Ce sont des auteurs travaillant pour Disney et MTV qui éditant leurs travaux, lui proposent de se joindre à eux. C'est dans la revue Monkey Suit que ces histoires sont publiées. Celle de Katin a déjà un caractère autobiographique puisqu'elle y aborde son enfance. Parallèlement elle publie des livres pour enfants. En 2006, elle crée son premier roman graphique publié par Drawn & Quarterly et intitulé We are on our own (traduit en français par Seule contre tous) et dans lequel elle évoque la Shoah. En 2013 elle poursuit dans la même veine avec Letting It Go. Elle publie aussi plusieurs récits dans la revue anthologique Rosetta,.

## Récompenses
- 2007 : Prix Inkpot
- 2008 : Grand prix de la critique au festival d'Angoulême